# 第一赫代里莫韋
47°22′4″N 29°50′23″E / 47.36778°N 29.83972°E
第一赫代里莫韋（烏克蘭語：Гедеримове Перше）是位於烏克蘭西南部的村莊，由敖德萨州羅茲季利納區的扎季什希亞市鎮負責管轄。該村始建於1865年，面積2.23平方公里，海拔高度129米，2001年人口75，人口密度每平方公里33.63人。